# Reale di Imola
La Reale di Imola (anche detta mandorlona è una varietà di albicocche coltivata in Emilia-Romagna. 

## Caratteristiche
Produce dei frutti medio piccoli di colore dorato, con polpa gialla e non attaccata al nocciolo. Matura nel mese di luglio ed è consumata in loco o utilizzata per la produzione di confetture.